# Ministerstwo Obrony (Izrael)

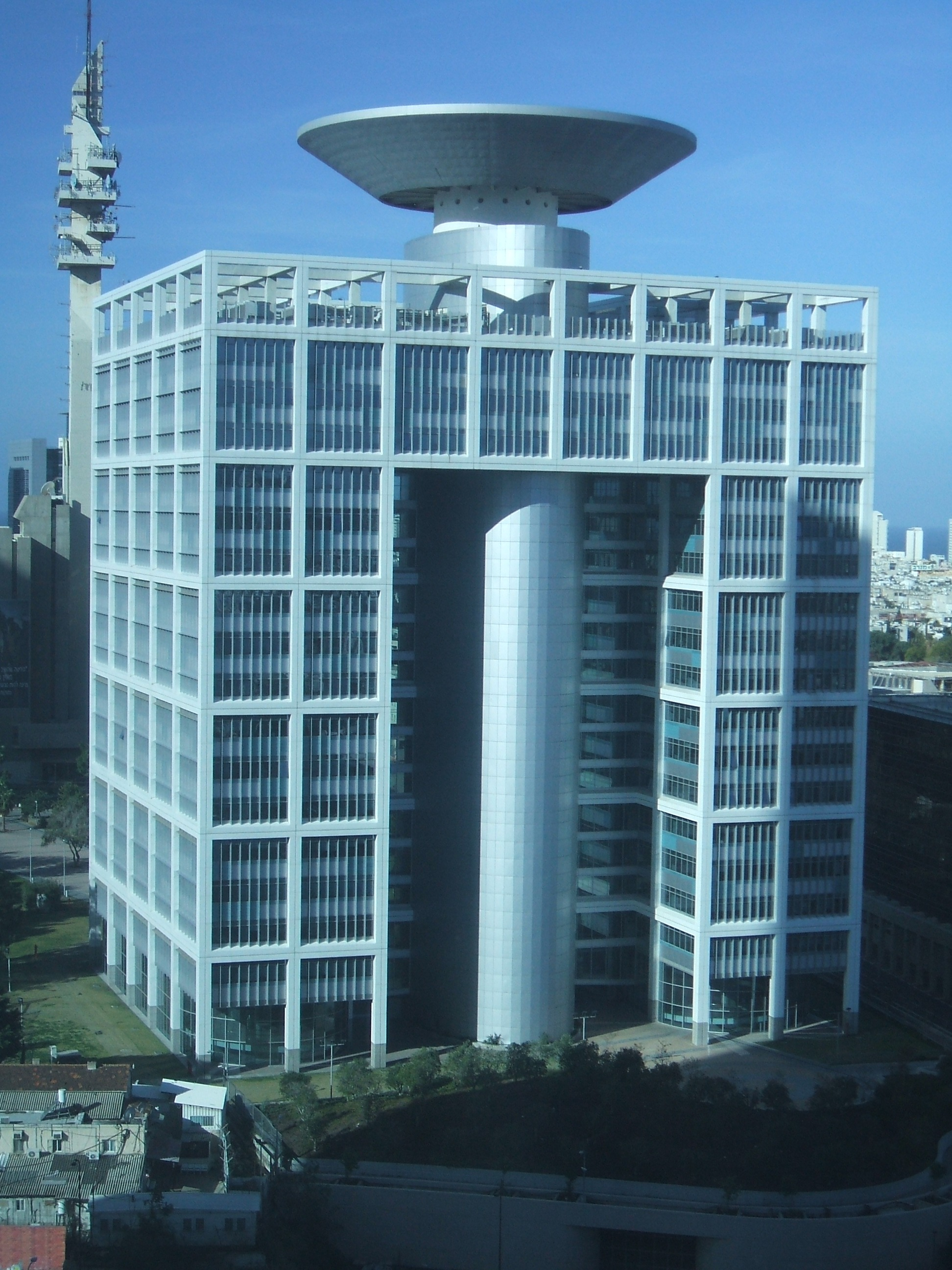
Matkal Tower – siedziba Ministerstwa Obrony Izraela

Ministerstwo Obrony Izraela (hebr. משרד הביטחון, Misrad ha-Bitachon) – urząd administracji rządowej w Izraelu podlegający ministrowi właściwemu do spraw wojska. Jest tzw. resortem siłowym, odpowiedzialnym za obronę Państwa Izrael przed zewnętrznymi i wewnętrznymi zagrożeniami militarnymi. Jego politycznym zwierzchnikiem jest Minister Obrony. Ministerstwo ma swoją siedzibę w nowoczesnym biurowcu Matkal Tower, znajdującym się na terenie kampusu wojskowego w dzisiejszym osiedlu Ha-Kirja, w centrum Tel Awiwu.

## Zadania Ministerstwa
Ministerstwo odpowiada za działania Sił Obronnych Izraela oraz rozwój izraelskiego przemysłu zbrojeniowego (m.in. firmy takie jak Rafael, Israel Military Industries (Taas), Israel Aerospace Industries).
Do zadań ministerstwa należą:
- kierowanie w czasie pokoju Siłami Obronnymi Izraela, przygotowywanie założeń obronnych państwa, w tym propozycji dotyczących rozwoju i struktury sił zbrojnych
- realizowanie założeń, decyzji, postanowień i wytycznych rządu w zakresie obrony narodowej
- sprawowanie nadzoru nad realizacją zadań obronnych przez organy administracji państwowej, instytucje państwowe, samorządy, podmioty gospodarcze itp.
- sprawowanie ogólnego kierownictwa w sprawach wykonywania powszechnego obowiązku obrony.

## Organizacja
W skład prezydium ministerstwa wchodzą:
- Koordynator Działań Rządu na Terytoriach (מתאם פעולות הממשלה בשטחים) – odpowiada za koordynację działań i współpracę pomiędzy izraelskim rządem, wojskiem, samorządami lokalnymi i władzami Autonomii Palestyńskiej
- Nadzwyczajna Gospodarka – agencja rządowa przygotowująca przedsiębiorstwa i usługi do funkcjonowania w sytuacjach kryzysowych. Jest odpowiedzialna za przygotowanie gospodarki narodowej do funkcjonowania w warunkach wojny, przygotowanie władz lokalnych i utrzymanie w gotowości planów ewakuacyjnych.
- Komisarz Wojskowy – ciało administracyjne odpowiedzialne za kontakty z żołnierzami i ich rodzinami, oraz postępowaniem w przypadku wykroczeń.
- Wydział Bezpieczeństwa – rządowa firma ochrony ministerstwa i przemysłu zbrojeniowego, ze szczególnym uwzględnieniem miejsc produkcji broni masowego rażenia.
- Kontroler Ministerstwa Obrony
- Fundusz Weteranów
- Wydział Rehabilitacji Niepełnosprawnych

Dodatkowo ministerstwo posiada jednostki wspierające działania na różnych polach:
- Departament Pomocy Obrony (hebr. סיב"ט, Sibat)
- Departament Budżetowy (את"ק, At'ak)
- Departament Finansowy (אכ"ס, Ach'as)
- Departament Organizacji i Kontroli Administracji (אב"מ, Ab'm)
- Departament Informatyki i Zarządzania Systemami Informatycznymi (מל"ן – מרכז לעיבוד נתונים)
- Departament Zasobów Ludzkich (אמ"א, Ama)
- Departament Operacji Logistycznych (אמו"ן, Amenu)
- Departament Bezpieczeństwa Społecznego (לשעבר – נוער ונח"ל)
- Zakład Rehabilitacji Osób Niepełnosprawnych
- Wydział Wdów i Zmarłych
- Wydział Programu Czołg (מנת"ק, Mnat'ak)
- Departament Zaopatrzenia i Rozwoju Infrastruktury Technicznej (מפא"ת)

## Budżet
Jest to ministerstwo o największym budżecie w państwie. W latach 1960–1966 Izrael przeznaczał na cele obronne średnio 9% PKB. Wydatki na obronność gwałtownie wzrosły po wojnach 1967 i 1973. W 1980 osiągnęły rekordową wielkość 24% PKB, i od tego momentu zaczęły spadać do obecnej wielkości około 9% PKB (wydatki rzędu 15 miliardów dolarów) po podpisaniu traktatów pokojowych z Egiptem i Jordanią. Pomimo tej redukcji wydatków na obronność, Izrael znajduje się w światowej czołówce państw na świecie, które wydają najwięcej pieniędzy na zbrojenia.
W dniu 30 września 2009 premier Binjamin Netanjahu, minister obrony Ehud Barak i minister finansów Juwal Steinitz zatwierdzili zwiększenie wydatków na obronność kraju. Decyzję tę podjęto ze względu na zwiększone zagrożenie ze strony Iranu. Ostatecznie parlament zatwierdził dwuletni budżet państwa, który zakłada rekordowe w historii Izraela wydatki na obronność. W 2009 budżet obronny otrzymał 48,6 mld ILS, a w 2010 53,2 mld ILS.

## Ministrowie obrony
| Imię i nazwisko       | Początek kadencji | Koniec kadencji   | Partia polityczna            | Sposób odejścia                                                                              |
| --------------------- | ----------------- | ----------------- | ---------------------------- | -------------------------------------------------------------------------------------------- |
| Dawid Ben Gurion      | 14 maja 1948      | 26 stycznia 1954  | Mapai                        | Tymczasowe odejście na emeryturę                                                             |
| Pinchas Lawon         | 26 stycznia 1954  | 21 lutego 1955    | Mapai                        | Rezygnacja ze względu na tzw. aferę Lawona                                                   |
| Dawid Ben Gurion      | 21 lutego 1955    | 26 czerwca 1963   | Mapai                        | Rezygnacja z urzędu premiera i ministra obrony                                               |
| Lewi Eszkol           | 26 czerwca 1963   | 2 czerwca 1967    | Mapai                        | Odejście ze względu na naciski koalicji rządowej po wojnie sześciodniowej                    |
| Mosze Dajan           | 2 czerwca 1967    | 6 marca 1974      | Rafi, Koalicja Pracy         | Rezygnacja po publikacji raportu Komisji Agranata                                            |
| Szimon Peres          | 6 marca 1974      | 20 czerwca 1977   | Koalicja Pracy               | Przegrana w wyborach                                                                         |
| Ezer Weizman          | 20 czerwca 1977   | 26 maja 1980      | Likud                        | Rezygnacja po ujawnieniu informacji o opóźnianiu przez niego negocjacji pokojowych z Egiptem |
| Menachem Begin        | 26 maja 1980      | 5 sierpnia 1981   | Likud                        | Wybory do Knesetu                                                                            |
| Ariel Szaron          | 5 sierpnia 1981   | 14 lutego 1983    | Likud                        | Rezygnacja po publikacji raportu Komisji Kahane w sprawie masakry w Sabrze i Szatili         |
| Menachem Begin        | 14 lutego 1983    | 23 lutego 1983    | Likud                        | Powołanie Mosze Arensa na ministra obrony                                                    |
| Mosze Arens           | 23 lutego 1983    | 13 września 1984  | Likud                        | Przegrane wybory                                                                             |
| Icchak Rabin          | 13 września 1984  | 15 marca 1990     | Koalicja Pracy               | Utworzenie rządu jedności narodowej z Likudem                                                |
| Icchak Szamir         | 15 marca 1990     | 11 czerwca 1990   | Likud                        | Powołanie Mosze Arensa na ministra obrony                                                    |
| Mosze Arens           | 11 czerwca 1990   | 13 lipca 1992     | Likud                        | Wybory do Knesetu                                                                            |
| Icchak Rabin          | 13 lipca 1992     | 4 listopada 1995  | Partia Pracy                 | Zamordowany                                                                                  |
| Szimon Peres          | 4 listopada 1995  | 18 czerwca 1996   | Partia Pracy                 | Przegrana w wyborach                                                                         |
| Jicchak Mordechaj     | 18 czerwca 1996   | 25 stycznia 1999  | Likud                        | Odwołany przez premiera za kontakty z Partią Centrum                                         |
| Mosze Arens           | 25 stycznia 1999  | 6 lipca 1999      | Likud                        | Przegrana w wyborach                                                                         |
| Ehud Barak            | 6 lipca 1999      | 7 marca 2001      | Partia Pracy                 | Przegrana w wyborach na premiera                                                             |
| Binjamin Ben Eli’ezer | 7 marca 2001      | 11 lutego 2002    | Jeden Izrael, Koalicja Pracy | Koalicja z Partią Pracy                                                                      |
| Sza’ul Mofaz          | 11 lutego 2002    | 4 maja 2006       | Likud, Kadima                | Przegrana w wyborach                                                                         |
| Amir Perec            | 4 maja 2006       | 18 czerwca 2007   | Partia Pracy                 | Przegrana w wyborach na premiera                                                             |
| Ehud Barak            | 18 czerwca 2007   | 18 marca 2013     | Partia Pracy                 | Nowa koalicja wyborcza                                                                       |
| Mosze Ja’alon         | 18 marca 2013     | 22 maja 2016      | Likud                        |                                                                                              |
| Awigdor Lieberman     | 30 maja 2016      | 18 listopada 2018 | Nasz Dom Izrael              | Rezygnacja w wyniku sporów politycznych                                                      |
| Binjamin Netanjahu    | 18 listopada 2018 | 12 listopada 2019 | Likud                        |                                                                                              |
| Naftali Bennett       | 12 listopada 2019 | 17 maja 2020      | Nowa Prawica                 |                                                                                              |
| Beni Ganc             | 17 maja 2020      | 29 grudnia 2022   | Niebiesko-Biali              |                                                                                              |
| Jo’aw Galant          | 29 grudnia 2022   | 5 listopada 2024  | Likud                        | Odwołany w wyniku sporów na tle polityki wewnętrznej i działań wojennych Izraela             |
| Jisra’el Kac          | 5 listopada 2024  |                   | Likud                        |                                                                                              |